# Hersiliola lindbergi
Espèce
Hersiliola lindbergi est une espèce d'araignées aranéomorphes de la famille des Hersiliidae.

## Distribution
Cette espèce est endémique d'Afghanistan.

## Description
La femelle holotype mesure 3,6 mm

## Étymologie
Cette espèce est nommée en l'honneur du naturaliste suédois Knut Lindberg (1892-1962).

## Publication originale
- Marusik & Fet, 2009 : A survey of east Palearctic Hersiliola Thorell, 1870 (Araneae, Hersiliidae), with a description of three new genera. ZooKeys, no 16, p. 75-114 (texte intégral).